# جیمی رید
جیمی رید (انگلیسی: Jimmy Reed؛ ۶ سپتامبر ۱۹۲۵ – ۲۹ اوت ۱۹۷۶) یک موسیقی‌دان اهل ایالات متحده آمریکا بود.